# 第18届中国金鸡百花电影节
第18屆金雞百花電影節于2009年10月14日至10月17日在中國江西省南昌市舉行，本屆電影節形象大使為江西籍電影演員鄧超。 本屆影展主題語為『動感英雄城，激情電影節』，吉祥物為『巍巍』，其原型為白鶴。

## 參展影片

### 國產新片推介
- 《阿峨之戀》[3]
- 《錦衣衛》

## 獲獎名單
本屆頒發的是第27屆中國電影金雞獎：
- 最佳故事片：《集結號》《梅蘭芳》
- 最佳紀錄片：《決戰太原》
- 最佳科教片：《月球探秘》
- 最佳美術片：《馬蘭花》
- 最佳戲曲片：《廉吏于成龍》
- 最佳兒童片：《走路上學》
- 最佳數字電影：《走四方》
- 最佳導演：馮小剛（《集結號》）
- 最佳導演處女作：李大為（《走著瞧》）
- 最佳編劇：江海洋、谷白、宗福先（《高考1977》）
- 最佳男主角：吳剛（《鐵人》）
- 最佳女主角：蔣雯麗（《立春》）、周迅（《李米的猜想》）
- 最佳男配角：王學圻（《梅蘭芳》）
- 最佳女配角：岳紅（《走著瞧》）
- 最佳攝影：呂樂（《集結號》）
- 最佳美術：蘆月林、余麥多（《鐵人》）
- 最佳音樂：王黎光（《集結號》）
- 評委會編劇獎：程曉玲（《清水的故事》）
- 評委會故事片獎：《八月一日》
- 終身成就獎：秦怡、于藍

## 外部連結
- 官方網站
- 新浪專題 （页面存档备份，存于）